# Julius Natali
Julius Rudolf Natali (teilweise auch Julius Nataly, * 21. März 1891 in Wien; † nach 1966 (Anm.)) war ein österreichischer Buchdrucker und Gerechter unter den Völkern.

## Leben
Julius Natali ließ sich nach dem Ersten Weltkrieg in Bratislava in der damaligen Tschechoslowakei nieder, wo er eine eigene Druckerei gründete. Nach der Ausrufung des Slowakischen Staates auf Druck des NS-Staates stand Natali in Opposition zum diktatorisch regierenden Präsidenten Jozef Tiso. 1942 stellte Natali einen jüdischen Mann ein. Indem er diesem Arbeit gab, bewahrte er ihn vor der Deportation. Außerdem ließ er gefälschte Dokumente für Juden drucken, um denen das Überleben zu ermöglichen. Besonders in den letzten Kriegsmonaten half er dabei, Juden in seiner Druckerei zu verstecken.
Nach dem Zweiten Weltkrieg zog Natali gemeinsam mit vielen geretteten Juden in den neu gegründeten Staat Israel. Zusammen mit einem Ehepaar, dem er während des Krieges geholfen hatte, gründete er ein Geschäft, welches aber scheiterte. 1954 kehrte er nach Wien zurück. 1996 wurde er von Yad Vashem als Gerechter unter den Völkern anerkannt.